# Circonscription de Brisbane
La circonscription de Brisbane est une circonscription électorale fédérale australienne dans le Queensland. Elle a été créée en 1900 et est l'une des 75 circonscriptions existant lors de la première élection fédérale en 1901. Elle porte le nom de la capitale de l'État.
À l'origine, la circonscription englobait la totalité de ce qui est aujourd'hui la partie nord de la ville de Brisbane, mais les modifications successives de ses limites l'ont réduite à la partie intérieure de la banlieue.
Elle s'étend maintenant du centre-ville à la banlieue ouest et comprend Alderley, Ashgrove, Bowen Hills, Brisbane centre-ville, Enoggera, Ferny Grove, Fortitude Valley, Gaythorne, Grange, Herston, Kelvin Grove, Keperra, Milton, Mitchelton, New Farm, Newmarket, Newstead, Red Hill, Spring Hill, Upper Cedron, Wilston,  Windsor et des parties de Bardon, Everton Park, Paddington et Stafford.
Dans la redistribution de 2009 annoncée par la Commission électorale australienne, la circonscription de Brisbane comprend également les banlieues de Hendra, Ascot et Hamilton.

## Membres
Pendant la plus grande partie de son histoire, elle a été un siège assez sûr pour le Parti travailliste, mais le Parti libéral l'a remporté en 1975 et 1977. Elle fut l'une des circonscriptions les plus vulnérables du parti travailliste à l'élection de 2004, mais le député, Arch Bevis, a gagné un nombre considérable de voix et en a fait un siège assez sûr. Cela peut avoir été influencé par la controverse sur les préférences du parti Family First, où la candidate libérale Ingrid Tall a été récusée comme premier choix car Lesbienne. Par la suite, ce fut Teresa Gambaro qui fit basculer le siège pour le Parti Liberal National, en 2010. Réélue en 2013, elle est remplacée par Trevor Evans, issu du même mouvement, en 2016.

## Représentants
| Nom                       | Parti            | Période de mandat |
| ------------------------- | ---------------- | ----------------- |
| Thomas Macdonald-Paterson | Protectionniste  | 1901–1903         |
| Thomas Macdonald-Paterson | Indépendant      | 1903–1903         |
| Millice Culpin            | Travailliste     | 1903–1906         |
| Justin Foxton             | Anti-socialiste  | 1906–1909         |
| Justin Foxton             | Commonwealth     | 1909–1910         |
| William Finlayson         | Travailliste     | 1910–1919         |
| Donald Charles Cameron    | Nationaliste     | 1919–1931         |
| George Lawson             | Travailliste     | 1931–1961         |
| Manfred Cross             | Travailliste     | 1961–1975         |
| Peter Johnson             | Libéral          | 1975–1980         |
| Manfred Cross             | Travailliste     | 1980–1990         |
| Arch Bevis                | Travailliste     | 1990–2010         |
| Teresa Gambaro            | Libéral national | 2010–2016         |
| Trevor Evans              | Libéral national | 2016–2022         |
| Stephen Bates             | Verts            | 2022–en cours     |

## Résultats des élections
| Parti                                        | Parti                                | Candidat                     | Voix    | %     | ±      |
| -------------------------------------------- | ------------------------------------ | ---------------------------- | ------- | ----- | ------ |
|                                              | Libéral national                     | Trevor Evans (en)            | 41 032  | 37,71 | −10,13 |
|                                              | Travailliste                         | Madonna Jarrett              | 29 652  | 27,25 | +2,76  |
|                                              | Verts                                | Stephen Bates (en)           | 29 641  | 27,24 | +4,87  |
|                                              | Une nation                           | Trevor Hold                  | 2 429   | 2,23  | −0,26  |
|                                              | AJP                                  | Tiana Kennedy                | 2 135   | 1,96  | +1,96  |
|                                              | UAP                                  | Justin Knudson               | 2,102   | 1.93  | +0.54  |
|                                              | Démocrates libéraux                  | Anthony Bull                 | 1 807   | 1,66  | +1,66  |
| Total des suffrages exprimés                 | Total des suffrages exprimés         | Total des suffrages exprimés | 108 798 | 97,92 | +0,44  |
| Votes nuls                                   | Votes nuls                           | Votes nuls                   | 2 312   | 2,08  | −0,44  |
| Participation                                | Participation                        | Participation                | 111 110 | 88,74 | −1,77  |
| Résultat de préférence bipartite (notionnel) |                                      |                              |         |       |        |
|                                              | Travailliste                         | Madonna Jarrett              | 59 183  | 54,40 | +9,32  |
|                                              | Libéral national                     | Trevor Evans (en)            | 49 615  | 45,60 | −9,32  |
| Résultat de préférence bicandidat            |                                      |                              |         |       |        |
|                                              | Verts                                | Stephen Bates (en)           | 58 460  | 53,73 | +53,73 |
|                                              | Libéral national                     | Trevor Evans (en)            | 50 338  | 46,27 | −8,65  |
|                                              | Verts vainqueur sur Libéral national |                              |         |       |        |